# Estação Bir-Hakeim
Bir-Hakeim é uma estação da linha 6 do Metrô de Paris, localizada no 15.º arrondissement de Paris.

## Localização
Esta é uma estação elevada situada no eixo do boulevard de Grenelle, junto à margem esquerda da ponte de Bir-Hakeim, em frente da qual passa a linha.

## História

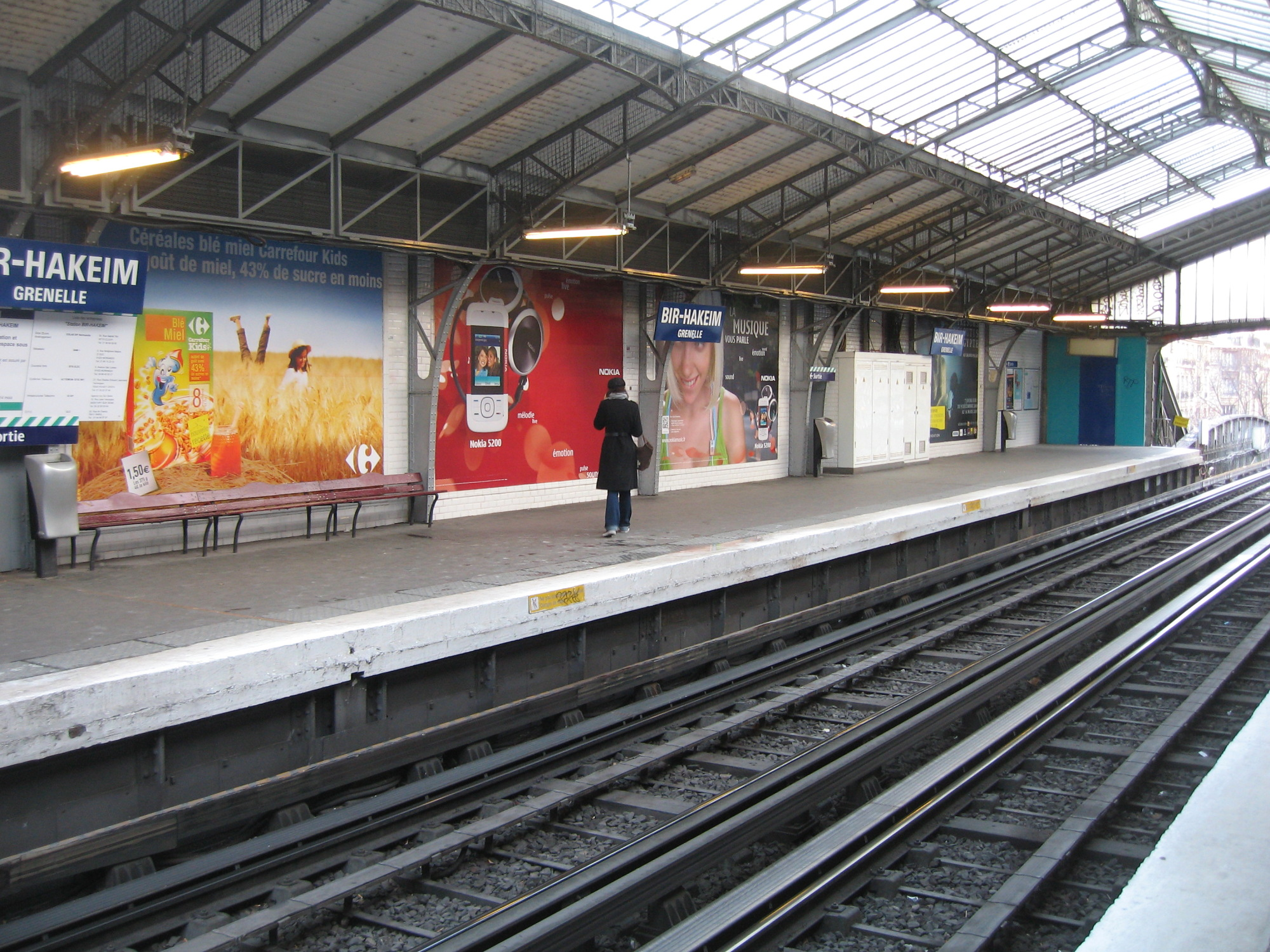
Plataforma da estação em 2007, antes da renovação

A estação foi aberta em 24 de abril de 1906 sob o nome de Grenelle. Ela levou o nome de Bir-Hakeim em 18 de junho de 1949, com o sub-título Grenelle quando a ponte de Passy foi rebatizada ponte de Bir-Hakeim. Esta ponte, inscrita no Inventário suplementar dos monumentos históricos, é atravessada pela linha de metrô desde a saída da estação. O sub-título foi alterado para Tour-Eiffel em 1998, porque ela é a estação de metrô mais próxima do famoso edifício (650 metros). No entanto, o sub-título "Grenelle" se manteve mostrado até que a renovação profunda da estação em 2008, onde as placas de identificação foram enfim em concordância com os planos.
Seu nome comemora a Batalha de Bir Hakeim. Um painel, dirigido pela RATP em parceria com o Serviço histórico do exército, está situado na entrada da plataforma em direção a Nation.
A partir de meados de outubro de 2007 a fevereiro de 2008, a estação foi objeto de obras destinadas a melhorar a acessibilidade da parte elevada e a renovar o espaço sob o viaduto; os dosséis acima das vias foram também totalmente substituídos. Foi reaberta em 11 de março de 2008, após quatro meses de fechamento.
Em 2011, 7 821 825 passageiros entraram nesta estação. Ela viu entrar 8 157 090 passageiros em 2013, o que a coloca na 30ª posição das estações de metrô por sua frequência.

## Serviços aos Passageiros

### Acesso
A estação tem duas entradas ao nível do solo a direita dos números 65/68 e 63/66 do boulevard de Grenelle.

### Plataformas

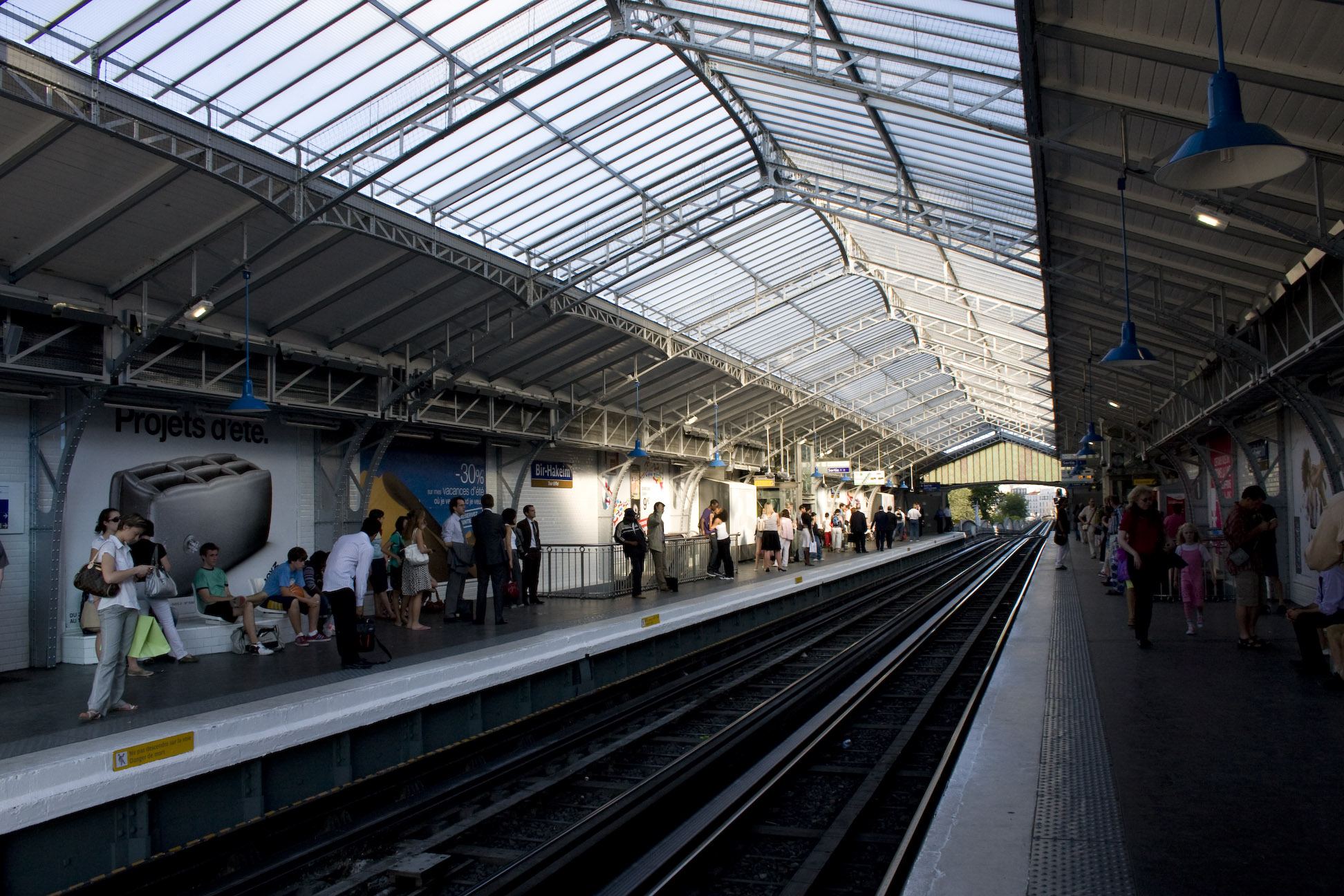
Vista da estação

Por ocasião de sua renovação de 2008, a estação acolheu Night and Day, uma obra da artista plástica americana Judy Ledgerwood. É um duplo vitral disposto no dossel de cada extremidade da estação, acima das vias. A obra foi oferecida à RATP em troca de uma entrada Guimard para a estação Van Buren Street em Chicago.

### Intermodalidade
A estação está em correspondência com a estação de Champ de Mars - Tour Eiffel da linha C do RER através de um corredor de ligação subterrânea.
Além disso, a estação é servida pelas linhas 1 e 2 da rede de ônibus Le Bus Direct ligando Paris aos aeroportos de Orly e Roissy-Charles-de-Gaulle.

## Pontos turísticos

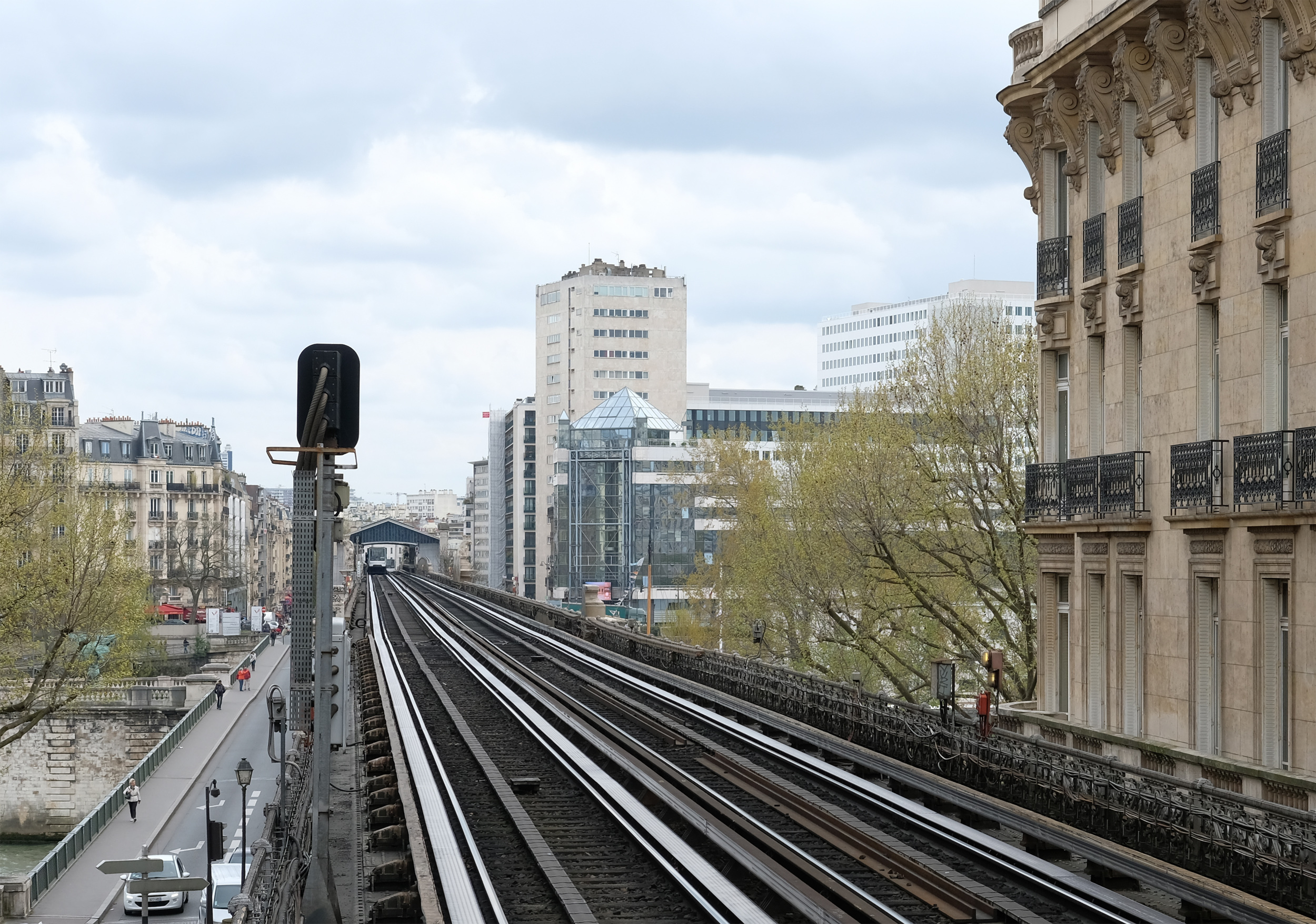
Estação Bir-Hakeim vista depois de Passy que está em frente, do outro lado do rio Sena, no 16.º arrondissement.

- Torre Eiffel: como é a mais próxima da torre, a estação é muito frequentada pelos turistas da capital.
- Vélodrome d'Hiver: conhecido familiarmente como "Vel' d'Hiv'" e famoso por suas corridas de ciclismo, foi também o lugar de primeira detenção de 13.000 Judeus arredondados na capital em 16 de julho de 1942, antes de sua deportação. O velódromo foi destruído em 1960 durante as instalações do Front de Seine. Um monumento foi erguido ao sul da estação, acima da via férrea da linha C do RER.
- Ponte de Bir-Hakeim: ela tem uma placa em memória da batalha: "A Bir-Hakeim, de 27 de maio a 11 de junho de 1942 a primeira brigada das Forças Francesas Livres empurrou os assaltos furiosos de duas divisões inimigas e afirmou ao mundo que a França nunca deixou o combate."
- Quai Branly: no cais está instalado um monumento em homenagem ao general Diego Brosset e aos mortos da 1ª divisão francesa livre, a qual a 1ª brigada lutou em Bir-Hakeim em 1942.